# 秘密の音園
『秘密の音園』（ひみつのおとぞの）とは、中国放送 (RCC) で2001年4月1日から2012年3月30日まで毎週火曜日 - 金曜日 21:50 - 23:50に生放送されていたリクエスト型音楽ラジオ番組。

## 概要
タイトルに「音園」とあるように基本は音楽番組であるが、「夜の音楽バラエティ」という肩書も持っており、曜日によってはかなりバラエティ色が濃くなる。メインパーソナリティは中国放送の青山高治アナウンサーで、曜日によってアシスタントやスタッフ（ディレクターやアルバイト）まで登場して喋る。

## 歴史
- 2001年（平成13年）4月1日放送開始。
- 番組初期は月曜日から木曜日までの深夜24:00から30分間収録で放送していたが『CD-DOG COUNTDOWN』の放送終了に伴い、2002年（平成14年）4月に新たに金曜日24:05より25:00までのランキング番組『ラ・ラ・ランキング』を放送開始した。
- 2004年（平成16年）8月3日からは22:00 - 23:59に移り、2005年（平成17年）4月5日からは、21:50 - 23:59の2時間10分という形で放送されたが、2008年（平成20年）4月1日より21:50 - 23:50となり再び2時間編成となった。RCCカープナイターが延長となった場合は、短縮放送となる。
- 2006年（平成18年）2月24日から公式ブログが開設。このブログを通じてポッドキャスティングも行っている。2011年（平成23年）の元日にRCCでスペシャルを行うことになった。
- 2006年（平成18年）10月3日、番組のオフィシャルブックを発売することを発表。
- 2007年（平成19年）4月3日からオビ10!の放送曜日がシャッフルされた。また同日から中国新聞ニュースは青山アナが毎日担当している。
- 2008年（平成20年）4月1日 21:50〜23:50に放送時間変更。2時間番組となる。
- 2008年（平成20年）6月、青山アナが、「秘密の音園」パーソナリティとして第45回ギャラクシー賞のラジオ部門でDJパーソナリティ賞を受賞した。
- メールは番組初期の頃は「music@rcc.net」（後にrcc/music枠で使用、現在廃止）を使用していたが、2時間の拡大になったときから「otozono@rcc.net」を使用されるようになった。
- 2009年（平成21年）6月3日 生放送1000回。
- 2009年（平成21年）12月15日 生放送1111回。
- 2010年（平成22年）6月10日 RCCカープナイターが延長した影響で、放送時間が過去最短の5分（23:44開始）になる。
- 2010年（平成22年）7月27日 生放送1234回。
- 2010年（平成22年）12月17日 アイ先生が番組を卒業。
- 2011年（平成23年）11月11日 生放送1500回。謎の音園グッズ第11弾完成。
- 2012年（平成24年）3月6日 秘密の音園が3月30日の放送をもって、終了（“閉園”）することが発表された。
- 2012年（平成24年）3月25日 「カープフェスティバル　鯉祭り2012」で音園イベント開催。
- 2012年（平成24年）3月30日 秘密の音園終了。

## タイムテーブル
※ 2012年（平成24年）3月21日現在、時間は目安。

### 火曜日 - 木曜日
- 21:50 - オープニング

1曲目にリクエストが採用されると、特製ポストカードがもらえる。
- 22:00

火曜日 - テストに出そうな50音
木曜日 - ネタ祭り 秘儀!なぞなぞ返し!
- 22:15頃

木曜日 - ネタ祭りグーチョキパーで何つくろう。
- 22:30

火曜日 - まなみのお悩みアフターズスクール
水曜日 - アルバイトスタッフ・青山子の一緒にお夜食作りましょ〜!
- 22:55 - 中国新聞ニュース
- 23:00

木曜日 - ネタ祭り うまいことライブサーキット!
- 23:15

火曜日 - まなみのドラマティックレディオ
水曜日 - キクベキなんじゃ6
- 23:30

木曜日 - ネタ祭り Mr.ジョーのロックンロール
- 23:45

エンディング

### 金曜日
この曜日は秘密の音園Fと題され毎週異なった事をする。
- 21:50 - オープニング
- 22:00 - 園Fテーマで送られてきたメールFAXを読む。
- 22:30 - クイズ勝手にmiwaニスト
- 22:55 - 中国新聞ニュース
- 23:00 - 園Fテーマで送られてきたメールFAXを読む。
- 23:45

エンディング
- 時間未定

火 - 金曜日 - 音園電波ジャック

## すべてのコーナー
時報
- 22時
- あに☆まるの時報「なるほど あに☆まる ベジタブル」

AKB48の野菜シスターズのBGMにのせてあに☆まるが野菜の豆知識を教えてくれる。野菜と豆知識の種類は毎週変わる。
- 23時

火〜金の各曜日のアルバイトスタッフが23時を知らせる。
火・・・キュン・チャンソク
水・・・青山子
木・・・さほ
金・・・あに☆まる
3月6日から最終回目前ということで、過去の音園の放送を振り返る「秘密の音園クロニクル」が時報となった。
- キクベキなんじゃ6（シックス）

今日発売のシングル、アルバム楽曲を6曲セレクトして音楽発信する。9と同じようにノリカーベルが出てくるが、ジャニーズではない曲にも誘われて出てくる。
（火〜金曜の）全曜日貫通コーナー
- 音園電波ジャック

アーティストによるコメント。最後に秘密を一つ教えてくれる。
単発コーナー
- 青山墓地の100物語

毎年8月にリスナーから自分で体験した、また友達から聞いた怪談話を送ってもらうコーナー。アイ先生の最も嫌いなコーナーでもある。
- おでかけグランプリ

大型連休時にするコーナー。連休中に一番遠くに行った距離を競うコーナー。
- 今日の広島カープ

カープが勝った時だけその試合のハイライトをオープニングで放送するコーナー
番外
- 秘密の音園新春号

毎年12月31日23時30分〜27時の3時間30分に年越し特番をする。毎年違ったサブタイトルがつく。
- 秘密の音園F内のコーナー
  - 秘密の音園F

ララランキングに変わる金曜日の特別枠。毎週違ったメールFAXテーマを出して自由に放送している。この枠で、誕生日じゃんけんや、おでかけグランプリ、あに☆まるの時報が生まれた。3月9日より「学校トリビア2012」と題し学校トリビアが3週にわたり復活した。冬季集中!受験生応援特別企画『志望校に入れぶん』もこの枠でしていた。
- あに☆まるのクイズ勝手にmiwaニスト

ミワ界の神であるアキヒロ ミワ様から出されるmiwaに関するクイズにリスナーとあに☆まるが早押しクイズ形式でクイズバトルをする。先に3問正解した方が勝ちとなる。あに☆まるが負けるとそこでコーナーが終了する。開始1週目であに☆まるが負けたため終了となったが、あに☆まるがお願いしてもう1回できるようになった。しかし、そのお願いした戦いもあに☆まるが負けて、2週でコーナー終了。しかし、リスナーからアキヒロ ミワ様の反響が高かったため、3週目に修行編として復活。miwaに関するクイズを10問立て続けに出題して、全問正解なら来週から復活という条件だったが、10問中9問正解で復活ならず、修行編も1週で最終回となる。4週目で修業編が復活、10問中6問正解すればあに☆まるのクイズ勝手にmiwaニストが復活という条件だったが、みごとあに☆まるはクリアしあに☆まるのクイズ勝手にmiwaニストは復活となった。最終回では、アキヒロ　ミワ様が街に出てmiwaの好きな曲について2名のリスナーにインタビューした。
- 広島修道大学プレゼンツ おしえて修大オリンポス

広島修道大学の現役学生に青山さんがインタビューする。
- 冬季集中!受験生応援特別企画『志望校に入れぶん』

2011年11月18日から始まった受験生応援企画。園Fテーマは「冬季集中!受験生応援特別企画『志望校に入れぶん』」で統一され、毎週、メールテーマが出されるようになった。
近況報告してくれた受験生限定で謎の音園グッズ第11弾が数名にもらえる。
- 11月18日のテーマ 「君の志望校を教えて」
- 11月25日のテーマ 「君の学校の名物先生」
- 12月2日のテーマ 「君の学校の校歌を教えて!」
- 12月9日のテーマ 「君の受験の応援歌 女性編」
- 12月16日のテーマ 「君の学校の花形クラブを教えて」
- 12月23日のテーマ 「園リス緊急アンケート!本当にほしいクリスマスプレゼント、教えて」
- 2012年1月6日のテーマ 「みんなのお年玉 総決算!」
- 1月13日のテーマ  「1日に何時間、勉強してる?」
- 1月20日のテーマ  「入試直前アドバイス!神も仏も迷信も全部まとめて味方にしよう」「君の受験の応援歌 男性編」
- 1月27日のテーマ　「試験で!テストで!君が間違えた問題、失敗談を教えて」
- 2月3日のテーマ　「節分の夜の厄払い!みんなの鬼を追い払おう!」
- 2月10日のテーマ　「バレンタイン直前・恋愛申告!君は両想いちゃん?片想いちゃん?恋してないちゃん?」「今年のバレンタインのチョコの獲得予想」
- 2月17日のテーマ　「ハッピーマニフェスト!合格したらすることリスト!」
- 2月24日のテーマ　「受験生におくる!自分なりのアドバイス!真面目編&ギャグ編」
- 3月2日のテーマ　「卒業生になったつもりで、母校に感謝の答辞」

- 今週の試験問題

冬季集中!受験生応援特別企画『志望校に入れぶん』内のコーナー。毎週オープニングで試験問題が出される。その問題を普通に答えても、ボケてもかまわない。ただし、正解したリスナー1名に謎の音園グッズ第11弾かポストカード〈コミック〉がもらえる。
- AZMAXが君の塾に訪問します

AZMAXがリスナーが通っている塾を訪問し、その塾にいる受験生全員に謎の音園グッズ第11弾をあげるコーナー。
- まなみのお悩みアフターズスクール

火曜日新レギュラーのまなみ（谷野愛美）がリスナーの悩みに対して、まなみ目線のアドバイスをするコーナー。アクターズスクールではない。
- まなみのドラマティックレディオ

このコーナーでは、まなみちゃんが主人公のラジオドラマを毎回送る。毎回、ディレクター3人（ちゃげさん・ノリカラちゃん・アズマックスさん）が交代で台本を書いている。
現在はセカンドシーズンとなりリスナーが考えたお題をヒントに3人の脚本家が物語を書く。
- アルバイトスタッフ・青山子の一緒に〇〇しましょ〜!

アルバイト青山子と電話でいろいろなことをしてもらうコーナー(男子・女子参加可能だが大人リスナーは参加不可能)。
季節，時期によってサブタイトルが変わる。例)青山子の一緒にインドカレー屋で働きましょ〜!、青山子の一緒にチアガールで応援しましょ〜!など。
- テストに出そうな50音!

「あ」から1日ずつ順番に文字を変え、その文字から始まる、テストに出そうな単語などを書いて送る。最もテストに出そうな用語をメール,FAXでくれたリスナーにはポストカード〈デジタル〉がもらえる。
- メンバーの俺たちの番付

広島よしもとのメンバーが日によって違うテーマに番付をつけていくコーナー。
- 桜梅桃李のおっしゃるトーリ!

最近流行りの言葉をテーマに、その言葉のボキャブラリーを増やしていこうというコーナー。
- 誕生日じゃんけん

リスナー参加型の電話コーナー。過去に2度、単発コーナーとして行ったコーナーが、2011年（平成23年）4月よりレギュラーコーナーに昇格した。リスナーは自分と同じ誕生日の人（有名人・芸能人、過去の偉人、果てはマンガのキャラクターまで）を3人以上書いて送り、3本勝負のじゃんけんをする。勝敗はスタッフ3名が判定し、先に2本先取した方が勝ちとなる。勝ったリスナーには、音園グッズ第10弾、負けたリスナーでもポストカードが貰える。
- 決定!ひろしマジョリティー

多数決をとるコーナー。あるお題に対して広島の中高生はどっち派が多いのかを決める。
- いろは短歌集

このコーナーでは、毎月決められたお題が出され、そのお題の言葉を必ず使って五・七・五・七・七で短歌をリスナーが作り、青山さんチーム、まなみちゃんチームに分かれて、それぞれ詠んだ歌を比べて競うコーナー。毎月最終週には、「のりからの小町賞」として謎の音園グッズ第7弾Tシャツが、それ以外の週には「プチのりからの小町賞」として、謎の音園グッズ第9弾バンダナがもらえる。
- 広島よしもと60秒劇場→広島よしもと60秒劇場II

火曜日〜金曜日貫通の新コーナー。毎回広島よしもと所属の芸人がおしゃべりの後に60秒のネタ（小噺）を披露する。2011年（平成23年）4月からはレギュラーを変え、火曜日：桜梅桃李、水曜日：、木曜日：大田正輝、金曜日：かなん。かつての担当は火曜日：ユウト、水曜日：WANTED、木曜日：かなん、金曜日：メンバー。11月からIIがタイトルにつきメンバーの担当も火曜日：メンバー、水曜日：メインディッシュ、木曜日：かなん、金曜日：桜梅桃季になった。
- 22時の時報（あにまる☆動物ランド)

アルバイトのあにまるが動物の豆知識を紹介する時報。この時報でキッキレッキーなどの格言が生まれた。
- docomoプレゼンツ 　合格祈願 アズマックスのとれたてパワースポット!!

園リス受験生が合格できますように!と願いを込めて、アズマックスが、各地のパワースポットに行くコーナー。
- キクベキなんじゃ9（ナイン）

今聴いておいたらタメになる、キクベキ9曲を50分に凝縮して音楽情報を発信する。最新曲から古い曲までジャンルはから洋楽まで多岐に渡り流れる。ジャニーズの曲や、ジャニーズが出演したドラマの主題歌をオンエアした後は、曲に誘われてジャニーズ大好きな妖精ノリカーベルが現れる。一時期は3曲のみの「キクベキBEST3（スリー）」となっていたが、2011年春から再び9になった
- イチ推し!週間アイドル

この一週間でもっとも注目したアイドルニュースに見出しをつけて送るだけ。一番おもしろかったアイドルニュースに選ばれれば、推しドルの曲がフルでかかる
- 広島高専プレゼンツAZMAXの高専王に俺はなる。

AZMAXが高専王になるために、県立広島高専の魅力を伝えるコーナー。
- ひねもす四行詩

毎回出題される4文字の言葉であいうえお作文を作る。木曜日のアズマ枠の延長で休止が相次いだため、逃れる形で火曜日に移動してきた。要領は以前の「あいうえお五行詩」と全く同じ。
- アルバイト青山子の一緒にお風呂に入りましょう。

男子禁制。女子限定コーナー
- アルバイトスタッフ・青山子の一緒にお夜食作りましょ〜!

アルバイト青山子と電話でお夜食を作ってもらうコーナー(男子・女子参加可能だが大人リスナーは参加不可能)。
- これが僕らの50音!

火曜〜木曜の貫通コーナー。「あ」から1日ずつ順番に文字を変え、その文字から始まる、リスナーにとって一番不可欠な物・もしくは行動を書いて送る。ただし音園に関する言葉を贈るのはNGである（例：「あ」のお題に対して「青山さん」や「AZMAX」を送ることはできない）。「か」など濁点が付けられるものは付けても良い。一番大事なものを送ってくれたリスナーには特製ポストカードがもらえる。
- 電話でチャレンジ!リスナーモノマネ王座選手権

毎週青山さんチームとAZMAXチームの2チームに分かれ、事前にリスナーが電話口でモノマネをし、どちらが上手かったかを投票で決めるコーナー。結果は23:35頃発表。勝負は勝ち抜き形式で行われ、1週勝つとチャンピオンに認定され、3週連続勝ち抜くとグランドチャンピオン（GC）となる。GCとなったリスナーは、11時の時報ができる。2人目GCのラジオネームダブルがモノマネがうますぎて、このリスナーに勝るリスナーはいないとAZMAXが判断し、1クールで終了。2011年（平成23年）4月に終了し、GCは2名誕生した
- キャラクター説明SHOW!

世の中にはびこるキャラクターのうち、毎週お題として出されたキャラクターを昔のヒーローのナレーションのようにかっこよく説明する。「説明しよう!（キャラクター名）とは、（説明）なのだ!」の流れ。
- 秘密のワーキングレディ

広島県内で働く女性の仕事を紹介するコーナー。
- 木曜ネタ祭II

- 秘儀!なぞなぞがえし!!

10時台。日本に古くから伝わる数々のなぞなぞを題材にして「模範解答とされている答えは果たして正しいのか?」「もっと他にも答えがあるんじゃないか?」という見地から新たな視点で なぞなぞを見ていこうという きわめて学術的なコーナー。リスナーは、お題のなぞなぞに対するこれだ!と思う答えを番組に送ってくる。3月から最もいい答えには、音園グッズ第9弾のバンダナがもらえるようになった。
- グーチョキパーで何つくろう

10時台。みなさんもよく知っているグーチョキパーで何つくろうのメロディーに合わせて、いろんなものを ふたつ組み合わせてたのしい歌をつくっていこうというコーナー。3月から最もおもしろかったものには、音園グッズ第9弾のバンダナがもらえるようになった。
- Mr.ジョーのロックンロール

10時台。前回のネタ祭りで大好評だったMr.ジョーのロックンロールが復活。リスナーが日ごろ経験した「ロックだなぁ」と感じた出来事送ってもらう。その内容に対してRCCイチのロックな社員 ヒゲと挑発がトレードマーク秘密の音園 の 元プロデューサーであるMr.ジョー が、ロックか ロックじゃないか を断定します!メールの最後は必ず「Mr.ジョー これってロックですよね?」と締めくくる。3月からおもしろいものには、音園グッズ第9弾のバンダナがもらえるようになった。
- うまいことライブサーキット!

11時台の最初に送る。うまいことサーキット!をプチリニューアルしたコーナー。メインパーソナリティ青山さん、ディレクターアズマックス、アルバイトさほ の3人＋リスナー2名の5人で生レースを送る。お題は当日発表されるので、誰も知らない状態。参加したいリスナーは、必ずメール、FAXにラジオネーム 電話番号 (自宅の場合は本名も) を記載して音園まで送ってくる。参加してくれたリスナーには、音園グッズ第9弾のバンダナがもらえる。最終回は前頭を迎えてラストレースをした。
- ゾノスケに教えてDT

11時台。秘密の音園の新しいマスコッチキャラクターとして開発されたロボット「ゾノスケ」くんにいろんな言葉をインストールしていくコーナー。2月からタイトルDTがつき、教える言葉も一層アダルティレベルになった。毎回さほにDTの意味を聞く。最終回ではゾノスケが壊れた
- アズ川淳司の怪談じゃナイト－地獄編－

11時台。「まったく恐くない話を恐く聞かせる達人」であるアズ川淳司を迎えてリスナーの「やだなぁー」という体験談を紹介していくコーナー。11月からタイトルに地獄編が追加された。ラジオネームが読まれた瞬間からネタが終わるまでのあいだ、青山さん、さほ、アズ川淳司の3人は 笑ってはいけない。もし笑ってしまったら"1ゲラ"というポイントが入り10ゲラたまったところで、その人には地獄の体験をしなければしなければいけない。現在は地獄の2丁目となりラジオネームを変えて投稿してもよくなった。
地獄の体験の内容
12月22日 アズ川さん。サルミアッキを食べる
1月23日 さほ、アズ川さん サルミアッキを食べる。
3月7日　青山さん、さほ、アズ川さん バッタの唐揚げを食べる。
- うまいことサーキット!

11時台の最初に送る、リスナーが電話録音でガチで送る大喜利コーナー。あらかじめ、ひとつのお題に対してボケて、電話で録音をし、放送する。この時間はその音源を、まるでサーキットでのレースのように流して楽しもうというコーナー。
- ゾノスケに教えてZ

11時台。秘密の音園の新しいマスコッチキャラクターとして開発されたロボット「ゾノスケ」くんにいろんな言葉をインストールしていくコーナー。11月からZがタイトルにつき、教える言葉のレベルも上がった。
- 来週の木曜ロードショー 

10時台。お題として出された映画のタイトルをもじって、翌週の予告原稿を書いてくるコーナー。リクガタの映画版 と考えたほうがよい。
- 名言だもの

10時台。このコーナーには、【リアル部門】と【妄想部門】 があり、【リアル部門】は実際に、見たり聞いたりした名言、【妄想部門】はあんな人ならこんなこと言いそうだなという架空の名言をリスナーが名言だと思った言葉と、それを言った人を書いて投稿する。
- 時報作家大賞

11時台。翌週に「秘密の音園」の中で放送される22時の時報の台本を書いてもらうコーナー。最優秀賞に選ばれたリスナーは翌週の火曜〜金曜まで放送される。
昔は11時台の時報を決めていた。
- 辻ダジャレ

11時台電話録音コーナー。毎週決められたお題でだじゃれを作る。江戸の町を騒がす辻斬りならぬ辻ダジャレに扮して出会い頭にダジャレで斬りかかっていく設定。スタッフ全員ほぼノープランではじめてしまったため、いつ終了してもおかしくないコーナーだったが、1カ月半というはやさで終了。
- アズ川淳司の怪談じゃナイト

11時台。「まったく恐くない話を恐く聞かせる達人」であるアズ川淳司を迎えてリスナーの「やだなぁー」という体験談を紹介していくコーナー。
- ゾノスケに教えて

11時台。秘密の音園の新しいマスコッチキャラクターとして開発されたロボット「ゾノスケ」くんにいろんな言葉をインストールしていくコーナー。
- THEイイワケSHOW!

10時台。このコーナーでは、毎週出されるお題に対して、リスナーのみなさんに、独創的な"いいわけ"をしてもらいます!
親、先生、先輩、上司が、「あぁ、それなら仕方ないな」と思わず黙り込んでしまうような・・・そんないいわけをするコーナー。思いついたという人は、木曜日の放送終了後、24:00〜24:30までの間に、音園に電話する。
- 開運!何みくじ

10時台。何かを"おみくじ"に例えて、大吉、中吉、小吉にするコーナー。
- 週刊アズゴスティーニ

10時台。趣味の専門雑誌 アズゴスティーニ社の編集長、アズゴス・ゴーンに対してリスナーが「こんな雑誌を創刊しては どうですか?」とCM形式でプレゼンするコーナー。
- 木曜ネタ祭

- こぶたたぬききつねねこ

22時台。童謡「こぶたぬきつねこ」のメロディーに載せて、あるテーマに沿ったしりとりを披露するコーナー。テーマはリスナーが任意に設定できる。
- 着信 間違いメール

リスナーから音園宛に次々と届く間違いメールを読み、その内容の背景を勝手に妄想して楽しむというコンセプトのコーナー。リスナーは自分が過去に日常の中で送信したメールを、内容はそのままに（ただし名前などの個人情報等は消すこと）、自分のラジオネームと誰（友達、家族等）に送ったかを書きくわえて送信するだけでよい。ネタを考える必要が無いので、ネタ職人でなくても気軽に参加できる。
- 全国ヤンキー列伝

ものまね偉人伝に変わる新コーナー。毎回指定された都道府県のヤンキーに扮し、その都道府県に対して「○○県（都道府）なんて糞じゃがぁ!」（後に○○県なんて目じゃないわ!）といちゃもんをつけてくる広島のヤンキー（AZMAX）に切り返す言葉を考える。ものまね偉人伝同様、放送終了後の30分間電話を通してネタを投稿する。ネタコーナーとはいえ、ある意味お国感情を掻き立てかねない。
- 必殺!なぞかけ人

謎かけ新コーナー。『必殺仕事人』のあの曲をBGMに、謎かけを読むたびに“仕事”をする。仕事人が斬るのはみんなの心のストレスである。斬った時に妙な効果音が多々入っており、青山曰く「今までの謎かけコーナー史上、最もやりにくい!（笑）」。始まった翌週に終了という異例の運命をたどった。
- ヨシタクプレゼンツ だめだめカンタービレ

初代音園人間国宝であるラジオネーム：ヨシタクが、最近『のだめカンタービレ』にはまっていることから企画されたコーナー。「○○と言おうとして、××と言ってしまった」の言い間違いを募集するコーナー。ひとつひとつのネタに深入りしないので、あっという間に終わる。コーナーの前後には、提供読みとCMじみたジングルが流れる（「このコーナーは、ヨシタクの提供でお送りします」「♪ヨシタクッ」）。
- ひろしま妖怪大図鑑

23時台。リスナーが日常の中で発見した妖怪の名前・特徴・生息地を書いて送るコーナー。毎月最終週にMVY（Most Valuable Youkai）を選び、見事MVYに輝いた妖怪はスタッフの手でイラスト化され音園HPに掲載される。このイラストはMr.ジョーが担当していたが、彼が異動したため、水・木曜日担当（当時）ディレクターのちゃげが引き継ぐことになった
- 謎かけすべりんピック

23時台。スピードスケートの選手に扮した青山を加速させるため、すべる謎かけを考えて送るコーナー。うまいことを言わせてしまうと、うまく加速できないので注意が必要（ただし、レース展開には一切影響しない）。実況は坂上俊次アナウンサー、解説はイタッチ。開始から2ヶ月足らずで終了してしまった。
- 絶対おぼえる自己紹介

22時台。転校生が自己紹介をするという状況設定で、面白く、かつ絶対に覚えてもらえる自己紹介を考えるコーナー。
- Mr.ジョーのRock'n Roll

23時台。ふつおたの延長とも言われるコーナー。メールの最後に「Mr.ジョー、これってROCKですよね?」の一文を書き加えるだけで良い。ギターの音色にのせて渋い声でROCKか否かの判定（ROCKじゃのう／ROCKじゃない）をしてくれる。「めざせ1ヶ月」を合言葉に始まったコーナーだが、意外と好評で、謎かけすべりんピックよりも長く続いていた。しばらく終了する予定はなかったが、1年前のトミー48と同じく、Mr.ジョーに突然の異動が告げられ終了せざるをえなくなった。なお、晩年に復活している。
- ものまね偉人伝

23時台。リスナー参加型コーナー。毎週、木曜の放送終了後0:00 - 0:30に電話で、お題の人物のモノマネをしてもらうコーナー。その人物の最も口にしそうな発言を想像して答える（例：豊臣秀吉 → 「サルって呼ぶな」）。唯一メールを必要としないコーナー。
- 園日本プロレス

23時台。プロレスの青山選手がチャンピオンベルト防衛をかけて技を繰り出すコーナー。なぜか謎かけを読むたびにドロップキックやバックドロップなどの技が出る。謎かけの最中も相手選手の「あうっ!」「ぐほっ!」といった声がバックで流れるため、青山曰く「非常にやりづらい」。実況は桜井弘規アナウンサー、解説は青山選手の憧れだったらしいラッシャー板倉（イタッチ）。青山選手の引退という形で終了。
- 謎かけバンクーバー

バンクーバーオリンピックで新種目の謎かけフィギュアスケートに出場するアオヤ マオ選手を滑らせてあげるコーナー。マオの愛犬の名は、エアロではなくスミスである。謎かけを読むたびにトリプルアクセルやイナバウアーを繰り出す。実況は吉田千尋アナウンサー。謎かけすべリンピックのシチュエーションと園日本プロレスの“どうして技が出るのかよくわからない感”をかけあわせたようなコンセプト。
新グッズデザイングランプリ
- 穴吹デザイン専門学校プレゼンツ 謎の音園グッズ第10弾「10バッグ」デザイングランプリ

謎の音園グッズ第10弾を穴吹デザイン専門学校とコラボして作るコーナー。
- 穴吹専門学校プレゼンツ 謎の音園グッズ第9弾「音園バンダナ」デザイングランプリ
- 穴吹専門学校プレゼンツ 謎の音園グッズ第7弾「音園Tシャツ」デザイングランプリ
- 新オビ10
  - 〔オビ10〕サビの2行目

あいMYナイトから番組の枠を超えてお引越ししてきた。ヒット曲のサビの2行目を書き換えて、曲の新たなる可能性を探る。かつてこの番組でやっていた「めざせアイドルマスター」のコーナーとよく似たコンセプト。1名に謎の音園グッズ第8弾トラトラがもらえる。
  - 〔オビ10〕壊れかけのCD

はとぽっぽFMのラジオ番組『アズマノRadio』でリクエスト曲を流すが、CDが壊れかけで音がめちゃくちゃになっている。その曲名とアーティスト名と答える新感覚クイズコーナー。曲は最初の出題含めて2回流れる。ただ、問題に入るまでが非常に長い。さらに、この番組にお便りも送ることもできる。ミッドナイト・リクエストは打ち切りとなった。DJアズーがハトポッポFMを退社したため番組終了。晩期はスタジオを飛び出して、会議室や屋外で収録していた。正解者したリスナー抽選で1名に謎の音園グッズ第8弾キラキラがもらえる。
  - 〔オビ10〕勝手にアンサーソング

毎回指定された曲のフレーズに対して、別の曲のフレーズをアンサーソングとして返す。面白いアンサーソングをしてくれたリスナー1名に謎の音園グッズ第8弾トラトラがもらえる。
  - 〔オビ10〕答えを探せ!年の差チャンピオンシップ

リスナー投票型コーナー。小学生 - 高校生をアラウンド高校生（アラ高）、大学生・専門学生・アダルトをアラウンド大学生（アラ大）に分け、毎回指定されたお題に対する答えの曲をメールで投票し、どちらのチームがより多く同じ曲を支持するか競う。度々ルール改正が行われており、アダルトは一時期観客扱いになっていた。1名に謎の音園グッズ第8弾キラキラがもらえる。
  - 〔オビ10〕リクエスト・マエストロ

お題の曲に対して面白い理由・架空のエピソードをつけてリクエストするコーナー。基本的に以前あった「リクエスト塊」と何も変わらない。面白いリクエストをしてくれたリスナー1名に謎の音園グッズ第8弾チラチラがもらえる。

- オビ10 LEGEND
  - 〔オビ10 LEGEND〕司会者ダマシイ

過去の人気コーナーをオビ10 LEGENDとして復活。ただしやるのは23時の頭である。イントロが流れる間に、司会者になりきって曲紹介・曲フリを行う。なお今回はマイクの進呈は無い。1名に謎の音園グッズ第8弾全6種の中からランダムに1つもらえる。
  - 〔オビ10 LEGEND〕こぶたたぬききつねねこ

過去の人気コーナーをオビ10 LEGENDとして復活。任意に設定したテーマに沿ったしりとりをする。青山曰く「字余りを読むのが楽しい」コーナー。1名に謎の音園グッズ第8弾全6種の中からランダムに1つもらえる。

- - 〔オビ10 LEGEND〕絶対合格!青本ゼミナール

過去の人気コーナーをオビ10 LEGENDとして復活。青山先生が毎回2問出題するので、それに対するボケ解答を送るコーナー。以前はイタッチが学級委員を務めていたが、現在はチャゲノ小路くんが務めている（イタッチが既に番組を卒業しているため）。1名に謎の音園グッズ第8弾全6種の中からランダムに1つもらえる。

- 世界ヤンキー列伝

全国ヤンキー列伝がワールドワイド化したコーナー。毎回世界の都市を広島のヤンキーがバカにするので、その都市のお国柄を発揮して切り返す。毎週放送後の0時から30分間（最終回のみ45分間）専用電話を開放しネタを募集する
- お仕事ぉー!ヤンキー列伝

毎回何かしらの職業をヤンキーがバカにするので、その職業の特性を発揮して切り返す。毎週放送後の0時から30分間専用電話を開放しネタを募集する。やることは今までのヤンキーコーナーと何一つ変わらない。
- 〔アズマ枠〕アズ元康のOTB48ヘビーローテーション・プロジェクト

完成した番組新グッズのOTB（Otozono10はの頭文字を膨らませます。謎の音園グッズ第10弾のことである）を県内の48の小・中・高等学校のリスナーに渡し、音園の宣伝をするのが使命のアイドルグループ「OTB48」を結成するプロジェクト。プロデューサーのアズ元康さんがオーディションをし、メンバーを選定する。1つの学校につきOTB48は1名のみなることができる。1人あたりにかける時間が長いため頻繁に延長し、後のコーナーに迷惑をかけていたため後のコーナーであるひめもす四行詩が火曜日に移転。11月中にOTBが全員決まった。現在はメンバー各々の活動報告をしている。なお非公認だが、渡り廊下走り隊をオマージュした「○○道路走り隊」といった派生ユニットが多数存在する。
- こころのクイズ 何ザイル?

アルバイトのこころちゃんがEXILEについて熱く語るコーナー。青山さんにクイズを出題し、正解すれば10ザイルがもらえる。獲得ザイルが少ないと、こころが好きなEXILEの曲を流す。ぐりーんのB'zコーナーとよく似たコンセプト。
- DJ SHIORI DANCE MIX!

アルバイトのしおりがDJ SHIORIに扮して、踊れるダンスミュージックを紹介。DJとは「ディスクジョッキー」ではなく、「デザイン学校の女子学生」の頭文字である。
- ジャスティスの、このJなんのJ

毎週お題として出される、Jがつく言葉のJはどういう意味（なんの言葉の略）なのかボケて答えるコーナー（例：JAのAはAgriculture。ではJはなんのJ?→「じいちゃんの畑で作ってる」Agriculture）。
- 音園第三野球部

毎回野球部員の青山先輩と、新人マネージャーのアイのミニドラマに対して、リスナーが電話口から適した効果音を加える。
- 音園ニコニコ商店街

Music♪Juiceに代わる火曜〜金曜の貫通コーナー。火曜日はラジオネーム：ねおんが担当の「ねおん電器」、水曜日はAZMAXが担当の「ディスクシティ・アズマ」、木曜日はアスカが担当の「アスカの八百屋さん」、金曜日はアイ先生が担当の「ファンシー・サロン・アイ」。2010年（平成22年）9月いっぱいを以って全店舗閉店。なお、金曜日のファンシー・サロン・アイは一足早く閉店した。
- 今日発フラッシュ

その日発売になったCDの中からおススメの1曲を流す。
- 園リスフラッシュ

毎回テーマを発表して、そのお題に沿ったリスナーから募集した曲をかける。
- 秘密のサイバンSHOW

リスナーの日常で起こったいざこざを裁判にかける。以前は検察側と弁護側にわかれていたが、ぐりーんの卒業以降はアイ先生は専ら弁護士を務め、検察は不在となっている。リスナーは陪審員となって有罪か無罪かをメールで送る。判決は多数決で決められる。
- LR 恋愛救命室VII

恋愛のブラックジャック下着はブラックブラジャーのアイ先生がリスナーからの恋愛相談に答えるコーナー。診断後に恋愛ワクチンとして1曲流す。アイ先生が曜日を引越しするたびに数字が増えるため、2008年（平成20年）9月の異動を以ってVI、2009年（平成21年）9月の異動を以ってVII、になった。また、AZMAXの「秘密のおつかい」が終了したため、番組最長寿コーナーとなった。2006年（平成18年）3月14日はオーストラリアに短期留学中だったアイ先生の代役をBEAN BAGのYUMIが担当。2010年（平成22年）春の改編で閉室した。
- 熱血OBアズマ先輩の「お〜い、やっとるか!?」

番組EDのAZMAXが毎回広島県内のどこかの高校の運動部を訪ね、1日だけ体験入部をする企画。しかしアズマ先輩は運動（特に球技）が苦手なため、収録が終わるころにはたいていヘトヘトになっている。以前「〜でごわす」口調の機械音声のナレーションがいたが、登場しなくなった。
- 電話でチャレンジ!リスナー歌がうまい選手権

毎週青山さんチームとAZMAXチームの2チームに分かれ、事前にリスナーが電話口でアカペラで収録した歌を流し、どちらが上手かったかを投票で決めるコーナー。結果は23:35頃発表。勝負は勝ち抜き形式で行われ、1週勝つとチャンピオンに認定され、5週連続勝ち抜くとグランドチャンピオン（GC）となる。1週勝つ毎に音楽ギフト券1000円分が積みたてられる。なお、2週目以降負けても、積み立てていた分のギフト券は貰える。2010年（平成22年）1月に終了し、GCは5組（6名）誕生した。
- ABCD （Arigato B'z Count Down）

3月3日に番組卒業を控えたぐりーんが、音園での思い出を振り返ると共に、卒業までに毎週1曲ずつB'zの曲を紹介する。全7回。ぐりーんの番組に伴い終了。
- docomoプレゼンツ 絶対合格サクラサクらんキング

2010年（平成22年）1月よりアズマ枠の新コーナーとしてスタート。受験生を応援する企画で、受験にまつわる様々なランキングを発表する。
- ギリギリどーん

オビ10の全廃に伴い誕生した、火曜〜木曜の貫通コーナー。毎週火曜日の放送の序盤でテーマが発表され、その返答を募集するコーナー。毎日番組終了2 - 5分前のギリギリに結果発表を始める。その日の最優秀作品には、謎の音園グッズ第8弾が贈られる。ジングルはB'zの『ギリギリchop』のサビの「ギリギリ」と、爆発音。2010年（平成22年）4月1日を以って終止符を打った。
- ラ・ラ・ランキング内のコーナー

- ラ・ラ・ランキング

毎週金曜日にCDアルバムとシングルランキングTOP10を発表する枠。
- オトカルチョ

23時までに1位を予想してメール・FAXを送ると、見事当てた人の中から1名に2000円分の音楽ギフト券+番組グッズが貰えたが、現在は音楽ギフト券+アーティストグッズをプレゼントしている。12月最終週のみオトレンタンという名で3〜1位を当てる企画になる。
- 今週のAZMAXヒント

ララランキングの第1位のヒントを、AZMAXが1000のレパートリーの中から披露する。長年続いているコーナーだが、あくまでAZMAXが喋っているついでにヒントを出しているといった程度の扱いだったため、コーナーとして扱われていなかったものの、2009年（平成21年）についに正式なコーナーになった。その週の芸能ニュースがネタになることが多い。せっかく正式なコーナーになったものの、2010年（平成22年）春の改編でララランキング自体が終了したため、運命を共にして終了。
- オビ10!

- 絶対合格!青本ゼミナール

実際に出されたテスト問題にボケて返すコーナー。駿台文庫が出版している青本とは何ら関係はない。リスナーが投稿してきた問題2問をピックアップしてきて出題する。それにボケ解答をつけて返すコーナー。
- コピーの殿堂

毎回クライアントから寄せられる、キャッチコピー製作の依頼に応えるコーナー。クライアントが電話参加のため、オビ10の中では珍しく222時台に募集して、その日の11時台に発表するという形をとる。部活のコピー、文化祭・体育祭のコピー、生徒会選挙出馬のコピー等、なんでもいいから依頼があらばキャッチコピーを考えようというコーナー。
- "アイ"ドル スター誕生!〜目指せアイドルマスター!〜

あいでりに代わる新コーナー。架空の事務所に所属する架空の新人アイドル"アイ"のリリース曲の作詞をする。と云った内容。ただし曲は既存の曲を使用するので、平たく言えば替え歌を作るコーナーである。毎週マネージャーの青山さんが最も良いと思った歌詞はコーナーの最後に実際にアイが歌い、生レコーディングされる。録った音は一応保存され、リクエストも可能。
- 北金（ペキン）オリンイック（一句）

名前からも察しがつく通り、期間限定のコーナーである。北京オリンピックが閉幕する翌週ころにこのコーナーも終了する予定である。毎週与えられる種目（テーマ）に沿って五・七・五で一句詠むコーナー。リスナーから寄せられた句はテーマ別に1vs1の対戦形式で競い、イタランチ会長（イタッチ）が軍配を挙げた方の句が勝利となり金メダル（5ポイント）を獲得する。負けても句の出来具合によりイタランチ会長の独断と偏見で銀（3ポイント）、銅（1ポイント）、無し（0ポイント）の何れかが与えられる。コーナー終了までに一番多くポイントをためたリスナーには「素敵なプレゼント」とイタッチが作った「金色の何か」が送られる予定。
- 恋愛観察ラジオあいでり

アイ先生とのデートコーナー。毎月設定される時間の中でプレゼンする。2007年（平成19年）8月のデートプランまでは自由だったが9月・10月合同デートプラン以降から提示される「キーワード」をプランの中に必ず含むことが条件となった。毎月一回勝ち抜いた人がデートでき、その模様は余すところ無く放送されるが2008年（平成20年）1月30日放送分に今回のデートプランでコーナーを終了することが突然発表され、2月20日に12・1月合同デートプランの模様を放送し終了した。
- 司会者ダマシイ!

毎週指定された曲をその曲のイントロ内で曲紹介するコーナー。司会者の本職・青山もうなる曲紹介には謎の音園グッズ第6弾が贈られるが、結局最後まで獲得するリスナーは現れなかった。毎回青山が気に入った曲紹介には、特製マイクが進呈される。
- イタッチ危機一髪→イタッチ危機一髪II（ききいっぱツー）

期間限定コーナーだった。『秘密の音園』のディレクターであるイタッチの危機的状況（例：「今日はイタッチとデート。2人でおいしくお好み焼きを食べた後、イタッチがにこっと笑う。すると、歯には青海苔が… さぁ、あなたはなんと注意する?」）に対して、リスナーがイタッチに反応をする。それにイタッチが【ありえんわ〜】や【まぁまぁじゃわ〜】【全裸見られてもええわ〜】といった表現で表す。最も良かったリスナーに音園グッズが渡される。コーナーのOP曲はcapsuleの『テレポテーション』。2008年（平成20年）3月28日放送分を以って終了。
- HEY!性教育予備校（家庭教師キャリー&アイ→OCキャリー&アイ→LR恋愛救命室→HEY!性教育委員会）

「これは性に関する意味ではないのか?」等の歌詞を募集する。委員会時代とあまり変わりはない。アイ先生の木曜日移籍&恋愛観察ラジオあいでりの開始に伴い予備校の休校という形で終了。
- はぐれ音刑事純情派

「歌詞は覚えているが曲名が分からない」「メロディは分かるが、歌手が分からない」等のリスナーの疑問を解決していた。
- 青ズバッ!

最近のニュースに対し、理不尽な点を面白くツッコむコーナー。ナレーションはいたもんたことイタッチー。コーナー終了の噂がスタッフの中では消えないらしかった。番組改編期を待たず2月末で終了。
- そのまんま何時

青ズバッ!に代わる新企画。番組で前週指定された日時に自分は何をしていたかを赤裸々に送るコーナー。
- 音楽百科事典高治苑

音園が作る音楽辞書。毎回頭文字を発表し、意味を3段落ちにするコーナー。
- まる暗記!ラップで覚え56（ゴロ）!

歴史の出来事をラップにして覚えるコーナー。基本的にAZ56（アズゴロー）が一人でラップを披露するが、ハモリ役でトミ56（トミゴロー）やイターギといったAZ56ファミリーが登場することもある。2008年（平成20年）3月25日放送分を以って終了。
- 学校トリビア'08

本も出版された人気企画が2006年（平成18年）12月よりコーナー化。自分の学校では普通でも他校から見たらちょっと変わっていると思うような学校にまつわるムダ知識を募集する。IIになってからはリスナーがへぇ〜を担当するようになった。一度終了して、2008年（平成20年）春のコーナー改編により復活したが、1クールで再び終了。
- リクガタ（リクエスト塊）

番組で前週指定されたある曲に対し架空のストーリー等で、あたかもリクエストしているような文章を作る。広島エフエム放送の『庄司悟のリクエスト魂』と関係は無いが、コーナー開始初期は「今お聞きの放送局は『RCC 中国放送』です」と言っていたため、名前は真似したとみられる。こちらも学校トリビア同様に一度終了し、春のコーナー改編により復活したが再び終了した。
- あいうえお五行詩

あいうえお作文の要領で詩を作るコーナー。マジメ編とギャグ編がある。2008年（平成20年）春の改編で、ギャグ篇が22時台、マジメ篇が23時台発表に分割された。
- ナントロクイズ

毎回なんらかの数字（数字は前週にサイコロで決める）にまつわる秒数の部分だけ曲を流し（例：6秒、1分6秒、2分36秒など）、それが誰の何という曲なのかを当てるクイズ。イントロクイズよりも難易度が高い。生放送888回の時に一度だけ「エイトロクイズ」として誕生したコーナーが好評により基本的なコンセプトはそのままにレギュラー化した。正解した人の中から抽選で1名に番組グッズがもらえる。
- B'z大好きグリーンの「グリーンナビゲーション!」

音園新スタッフのブラザー、グリーンがB'zのおすすめの曲を1曲紹介する。B'zにまつわる薀蓄も登場する。
- 効果音物語

毎週決められた2つの効果音を用いて20秒くらいで読みきれる程度のショートストーリーを創作して送るコーナー。2009年（平成21年）3月までは20秒物語のコーナー名でお題が物や出来事だった。
- 秘密のおつかい AZMAX

広島修道大学を6年で卒業してAD（“アルバイトです”の略。今はAZMAX Dの略）ディレクター、略してD、そして更にエグゼクティブディレクター、略してEDに昇格した謎の音園スタッフAZMAXが、独断でお勧めの曲を紹介する。その他にも、今週の1位の曲に関するヒントを教えてくれる。ヒントには1000のレパートリーがあるらしいが、分かりやすさは週によってまちまちである。
- 音園ニュース23

リスナーの学校、及びその周辺で起こった出来事をニュース番組っぽく伝えるコーナー。しかし内容は、「今日からテスト週間でーす」や「今日は学校で○○がありましたー」程度のものであり、普通便（ふつおた）を少しそれっぽく読むといった感じである。
- AZMAXのチャットモンチーに会いたい!

12月に広島でライブを行うチャットモンチーにインタビューするためアポを取ったりする裏の模様を伝える、いかにもアズマックスの権力を濫用している感じにとれるコーナー。しかも結局チャットモンチーとのインタビューは実現しなかったが、ライブ終わりの楽屋挨拶にてチャットモンチーからの直筆メッセージはゲットした。
- 食いしん坊AZMAXのぶらりスクールグルメの旅

広島県の高校の学食をAZMAXが食べに行く。快盗AZMAXが期間限定復活のため、コーナーは一時休止していたが、1月17日放送で復活した。しかし現在はまた休止している。
- 音園心理研究所水曜チェック

ラジオドラマを聴いてその中で突然でてくる心理テストに携帯電話を利用して答えるコーナー。公式ホームページには「橋田ちゃげこ劇場」、8月1日の放送では「渡るラジオは鬼ばかり」という別名も発表されている。そしてブログ内の2007年（平成19年）9月20日の記事でも「花ざかりの音園学園物語〜イケメンパラダイス」というタイトルを発表した。
- それが答えだ!〜アンサーソングを作ろう〜

毎週番組からだされる課題曲のアンサーソングを考えるコーナー。
- 闘え!スパルタン6×6

リスナー電話参加型クイズ。マスター青山があやつる技で、元がわからないようにアレンジされた曲のタイトルを当てるクイズ。専用電話に1番に繋がった人に解答権がある。全部で36個の音拳があるらしい。最終回で青山が“アイ先生”と叫んだ時間は13秒で最長。
- 闘え!スパルタン（6→W6→ロックス→タッグス（別記））

リスナー電話参加型クイズ。問題は全部で3問。1問目を正解すれば謎の音園グッズ第5弾、2問目を正解すれば謎の音園グッズ第5弾+第3弾、最終問題を正解すれば謎の音園グッズ第5弾+第3弾+第6弾が手に入るが、最終問題を間違えてしまうと、第6弾がもらえないどころかそれまで手に入れていたグッズさえももらえなくなってしまう。そのため挑戦者には2問目正解時に最終問題に挑戦するかしないかが選択できる。
- あなたの名言ライブラリー

偉人が残した名言の一部を変えて新たな名言を作り出すコーナー。
- 放送研究会研究会

広島の大学の放送研究会を研究するコーナー。女子大生が多数出演するので青山のテンションが比較的高いコーナー。2月一杯で終了。
- 音園データバンク 水曜サスペンス劇場

サスペンスドラマを推理してこの番組の携帯サイトに投稿するコーナー。脚本は音園学園物語でおなじみの橋田チャゲ子先生。
- 一人暮しさん、いらっしゃ〜い

青山扮する"青山三枝"と、イタッチ扮する"イタ瀬まみ"が毎週、現在一人暮しをしている女子学生と電話をつないで、どういう生活をしているのかを教えてもらうコーナー。一応男子でも良いらしいのだが、青山もスタッフも基本的に女子をご所望である。決して変態コーナーではない。3月いっぱいやる予定だったが、応募が無かったのか、3回で終了した。
- バトリク3

発売される前の新曲3曲をリスナーからどれが一番聴きたいか投票を行い、一番人気の高かった曲をかける。現在はさちお（リサコの弟ロボット。製作期間が3日で予算もあまりかけなかったため1日1曲しか、かけられないという設定）が故障し車検に出しているという設定のため一時休止している。
- LOVE&SUN（ことのは通信→もしも明日世界が終わったとしても→Blue Bird Journey〜幸せの青い鳥〜）

Bivattcheeの堤晋一が担当。毎月出されるお題に対してリスナーが詞を送るコーナー。
- 音園データバンク

携帯電話を使用し、リサーチマシーンの「リサコUSA」がアンケートのデータを集計していた。最終回ではリサコが持つはずのない人間の感情がオーバーラップしてリサコが人間になるという感動のラストで終わった。
- 土壇場ハッピーバースデー

誕生日のリスナーを祝い、1曲だけリクエストをかけるコーナー。22時台のラストに移転（その時のタイトルはちょいドタハッピーバースデー）。
- 秘密の音園ipodチャンネル

これから発売されると思われる新曲を勝手に予想して紹介する架空の音楽番組。OPBGMは『ミュージックステーション』（TAK MATSUMOTOの「#1090 〜Thousand Dreams〜」）。優秀賞として秘密のMDが贈られる。ipodのiはimaginationのi。本家ipodとはまったく関係ない。B'zネタやアジカンネタが定番となっていた。
- アイ先生のトキメキ大統領

火曜日レギュラーのアイ先生が発案する政策について、賛成か反対かの意見を送ってもらうコーナー。政策案の相次ぐ否決で失脚。
- 闘え!スパルタン・タッグス

タッグスでは多少形式が変わっている。ロックスまではリスナーが電話をかけて挑戦権を得ていたが、タッグスでは前もって挑戦希望のメールを送信し、選ばれたリスナー2人のもとに音園の方から電話がかかってくる。そして2人で協力して問題に挑戦する。かつては1問目に正解したら5弾、という風に、正解した問題に応じてグッズが送られていたが、今回からは3問目まで通して挑戦してもらい、正解した問題の数に応じてグッズが送られるようになった（3問目で間違えてもグッズは没収にはならない）。2008年9月の改編で木曜日に移動した。
- リクエスト飛脚便

どのようにリクエストはかかるのか、実際にスタッフがスタジオからレコード室でCDを持ってくるまでを中継する。
- 選曲王者タスキング

曲から曲へと共通点を見つけて、まるで駅伝のたすきリレーのように繋げていく。最初の曲はKREVAの『スタート』という曲である。
- LR 恋愛救命室

恋愛のブラックジャック下着はブラックブラジャーのアイ先生がリスナーからの恋愛相談に答えるコーナー。
- オーラルコミュニケーション キャリー&アイ

ラジオを聴いている人に日常に役立つ（?）英会話を教えるコーナーである。週ごとにキャリー先生とアイ先生が登場。後にアイ先生は準レギュラーになる。
- もしも明日世界が終わったとしても

Bivattcheeの堤晋一が担当。「もしも明日世界が終わるなら…」あなたは何をしますか?というテーマでメッセージを募集している。
- 音園学園音学研究会

通称音研。架空のゲームソフト（のびながの野望等）様々な音楽の知識を紹介する。
- レイザーラモンHG公認 HGを探せ、音園フォ〜!!

曲の中に潜んでいるHGのかけ声（フォ〜、セイ、OK!、バッチコーイ!等）を探し出す。2005年（平成17年）最後の放送で「除夜のフォ〜」としてフォ〜108連発が放送された。
- 秘密のプリクラ神社

「捨てたいけれど捨てられない」「なかなか想いを断ち切れない」などのプリクラを大募集。リスナーに代わりプリクラ神社が独特の供養を行う。コーナーの後にタイトーJIP(現在はタイトーステーション)の宣伝もあった。
- 秘密のかくれんぼ

映画「ハイド・アンド・シーク 暗闇のかくれんぼ」と音園がコラボレートしたクイズコーナー。
- 今日の3曲

番組オススメの新譜や名盤をリスナーのみんなに紹介する。1曲から3曲に増えた。
- 激レア トキ人間コンテスト2005

SHAKA LABBITSのKINGが担当。天然記念物的、絶滅危惧種的な「トキのような人」を募集。
- 世界ワンフーグランプリ

第2・4週の水曜限定で行うコーナー。毎回1アーティストの問題が出され、選ばれた2人が電話でどちらが多く問題を答えられるかで競う。
- THE・親孝行ナイツッ!!

リスナーの日頃言えない親への感謝の気持ちを込めたメッセージやその親の好きな曲を紹介する。
- Dr.オトー診療所

Dr.オトーこと、青山がリスナーの悩みを音楽で解決。コーナー名は『Dr.コトー診療所』より。
- お前がロビンソン

もしも無人島に行くとして、1つだけCDが持って行けるならあなたなら何を持って行くか。
- MUSIC♪JUICE

火曜日から金曜日の1週間、DJの青山が気になる曲をピックアップする。YUKIの曲は必ずといっていいほど紹介される。番組初期には、放送の最後に「君だけにそっと教える、音園占いランキング」というコーナーがあった。
- にくまれそうなNEW FACE

近々チャートインしそうな曲を紹介。
- 快盗AZMAX

謎の音園スタッフAZMAXが、街中（主に広島本通りや、広島駅周辺）でヘッドフォンやイヤホンで聞いている人の音楽を盗んで（聞かせてもらって）、その音楽をコーナーの最後に流す。快盗の「快」は気持ち良く盗む、という意味からである。現在は、音園公式ブック発売を記念して期間限定で復活していた。しかし、コーナーの主旨は変わっていて、街中で音楽を盗むのではなく、音園公式ブックの発売元のザメディアジョンを訪問したり、音園本の宣伝や音園本を印刷している工場にいってインタビューを行っていた。2006年（平成18年）11月28日の放送ではロケ先で音楽やグッズをもらうどころか音園公式ブックの塗り絵コンテストの告知だけを行っていた。2006年（平成18年）12月13日の放送では夏休み中の青山高治に代わり、DJを務めていた普段快盗をしているAZMAXに代わって、スタッフのイタッチーが、「女盗賊☆イタッチー」として、快盗をした。
- チューボーですか?いえ、スタジオです。

料理下手なアスカを電話でリスナーが操って料理を作らせるコーナー。青山さんが「★三つです!」と最高の評価を出した場合謎の音園グッズ第6弾が贈られる。アスカの番組卒業に伴い終了が決定した。
- 秘密の仕事人

リスナーが気になる職業の人々に話を聞くコーナー。2008年（平成20年）6月いっぱいを以って終了。
- 音園金曜ロードショー

火曜名曲劇場が名前と曜日だけ変えただけのコーナーであり、やることは何一つ変わっていない。毎月与えられるお題に沿ってラジオ脚本家集団・ドラマティック・フォー（4、番組の各曜日ディレクター）が好きな曲を選び、その曲のイメージを膨らませて書き下ろしのドラマを放送する。といった内容である。
- 音園データバンク 選んでビーナス

なぜか毎週カラスに襲われその日発売の3枚新曲のCDを泉に落としてしまう高治くん（一度だけAZMAX君も）に、泉の中から出現する選ビーナス様が3枚のCDのうち1枚だけ返してくれるのでその一枚を選ぶアンケートコーナー。分かりやすく言えば以前あったさちおくんの改良版。アンケートに応えた人の中から抽選で3名に音園オリジナルケータイストラップがプレゼントされる。当選者は番組の最後に発表されるが、よく発表し忘れる。

## スタッフ一覧
キャラが立っている人物のみ記載。ニックネームと番組内での仕事。
- 青山高治（青山のオッサン）略して青山さん - DJ。広島修道大学出身。最終回で音園初代ディレクターと結婚し、2児の父親となっていることが明かされた。
- トミー48 - 番組プロデューサー2009年（平成21年）1月13日に突然卒業したが、1年間の充電を経てプロデューサーとして音園に戻ってきた。現在は中国放送事業部に異動。
- ちゃげ（ちーさん） - 木・金曜担当ディレクター。新聞のラジオ欄を決めているのも彼。ネタコーナーは半分以上彼の提案だったりする。アスカランドから異動できたため、アスカにかけてちゃげという名前になった。【カカラキンのススメ】のススメのディレクターでもある。
- AZMAX - エグゼクティブディレクター（略してED）←本人も認めているため、EDで通る。

ミキサー助手&コーナー担当&代理DJ&代理出張担当&外回り担当
猪頭先生の異動でディレクターに昇格。2008年（平成20年）4月の番組改編でエグゼクティブディレクター（ED）に昇格。
RCCラジオ『アズマックスの秘密の日曜日!』のDJも担当していた。AZMAXは最初アルバイトとして入ってきた(AD)←(アルバイトです)の略。
2011年（平成23年）3月29日のNHKラジオ第1『亀渕昭信のにっぽん全国ラジオめぐり』において、番組開始以来ずっと隠していた本名が明かされてしまった。音園ポッドキャストのメインパーソナリティでもある。本名は村山太一。
- ノリカラちゃん - 火曜日担当ディレクター。また、水、木曜日ミキサー。そして「アイ美容室」の常連客。ジャニーズが大好き。必殺技はイケメン探し・・・。
- あに☆まる - 広島大学2回生の金曜アルバイト。。現在10時の時報も担当中。2011年（平成23年）4月よりバイトチーフになるが、スタッフ一同不安の色を見せている。また、今期より自身の心機一転をはかり、名前を「あにまる☆」から「あに☆まる」に変更した。2011年（平成23年）6月2日に代理DJも務めた。最近、miwaにハマっており、miwaのファンの人たちをmiwaニストと呼んでいる。
- さほ - 2011年（平成23年）4月からの新アルバイト。木曜日担当。以前、秘密の音園の前番組だったスイーツルームにて、双子でDJをやっていた。秘密の音園イベントにも多数出演経験あり。園ネームは、ツインリップスの「やも」。ゾノスケに教えて!のコーナーでは、助手役として出演している。アニメや漫画が大好き。2012年3月に同局の番組【カカラキンのススメ】にて、憧れの声優『茅原実里』にインタビューをした。
- 谷野愛美 - 火曜日の新アシスタント。まなみのりさの一員。過去2回のゲスト出演を経て、2011年（平成23年）4月よりレギュラーとなった。
- 青山子ちゃん - 水曜日のアルバイト。AKB48の大ファンで、番組ではAKBの全国握手会に行くという企画をAZMAX主導で行なった。ちなみにAKBで好きなメンバーは大島優子。本人は“優子ちゃん”と呼んでいる。お風呂も大好き。RCCで配られているタイムテーブルの2011年（平成23年）10月〜12月号で青山子ちゃんと 木・金曜担当ディレクターのちゃげさんの顔が出ている。大島優子にインタビューもした。
- 44歳武田先生 - 秘密の音園のプロデューサー。
- キュン・チャンソク - まなみちゃん(谷野愛美 - 火曜日のアシスタント)が風邪で番組を休んだ際、突如現れた謎の韓流スター。
- うまさま - AZUMAXなどのディレクターが休んだ時に出てくる。同局で放送中の道盛浩のバリシャキNOWのディレクター。本名は、うまこしひろあき。
- SAABRE - ミキサー
- ウッチー - ミキサー
- ガンちゃん - ミキサー助手
- OKAちゃん - 音源を取りにいく
- えっちゃん - ララランキング作り
- ウララウララびっくりハチベエ - ディレクター（2005年8月卒業）
- ラストサムライ佐々木小次郎 - ディレクター（2006年3月卒業）
- イノッチング猪頭先生- ディレクター（2007年9月卒業）
- アスカ-木曜アシスタント（2007年12月27日卒業）
- Mr.ジョー - 番組プロデューサー（2009年12月に報道へ異動になり卒業）
- グリーン - 水曜日（晩年は火曜日も）アシスタント（2010年3月3日卒業）。2008年9月より登場した新スタッフ。由来は、本名が「みどり」であることから。登場当時、スタッフ中最年少の二十歳。
- イタッチ - 水曜ミキサー&火・金曜担当ディレクター（2010年4月2日卒業）。2005年の7月から4年9か月にわたって番組を支え続けたが、人事異動に伴い卒業。
- 石井ちゃん - アルバイト。ゲラで、笑う機会が多かった木曜日は笑い声がよく電波に乗っていた。別名「ゲラ石井」。
- アイ先生 - 火曜日アシスタント（卒業時）。2008年10月より自分の番組（『あいMYナイト』）を持っていた。2010年6月3日には代理DJも務めた。フルネームは「大須賀あい」。2010年12月17日を以って番組を卒業した。現在は結婚し、青山さんの40歳の誕生日である2012年3月5日に第一子を出産した。
- ジャスティス - 第2のAZMAXと謳われるアルバイト。2009年の青山さんの夏休み中にM♪JジャスティスとCDジャスティスを担当してデビュー。2010年4月からバイト長になり、2011年1月からレギュラーコーナーを持った。ドイツの図画工作大学に留学するため2月いっぱいで卒業。
- しおり - 現在20歳。ダンサーの顔も持つアルバイト。2011年1月から自分のコーナーを持った。かつて音園のディレクターだったイタッチの従姉妹で、別名イトコッチ。2月いっぱいで卒業。
- こころ - アルバイト。2011年1月から自分のコーナーを持つ。EXILEが大好き。社会人になるため、2011年の春で卒業。

## 音園人間国宝・3代目ネタsoulブラザーズ

### 音園人間国宝
2009年10月8日から2010年4月1日まで毎週木曜日に行われたネタ祭り。1つ1つのコーナーで読まれると10すマイルもらえ、3か月一番ポイントを稼 いだリスナーに音園人間国宝の称号と謎の音園グッズ第8弾ニューバージョンの全三種（トラトラ、キラキラ、チラチラ）が与えられた。
- ヨシタク【初代音園人間国宝】
- 竜八 【2代目音園人間国宝】

### 3代目ネタsoulブラザーズ
2011年6月16日から2012年3月22日毎週木曜日にしていたネタ祭り。1つ1つのコーナーで読まれると10ポイントもらえ、毎月一番ポイントを稼いだリスナーに3代目ネタsoulブラザーズの称号が与えられる
- よもぎ大福粒あん入り 【3代目ネタsoulブラザーズ1人目】
- ゴールデンキュー 【3代目ネタsoulブラザーズ2人目】
- フライングラビッツ   【3代目ネタsoulブラザーズ3人目】
- ゆずものがかり 【3代目ネタsoulブラザーズ4人目】
- みけねこG 【3代目ネタsoulブラザーズ5人目】
- カピバラ将軍 【3代目ネタsoulブラザーズ6人目】
- ヨシタク 【3代目ネタsoulブラザーズ7人目】
- やっさ饅頭 【3代目ネタsoulブラザーズ8人目】

## 秘密の音園ポッドキャスティング 「秘密の音ブロ」
音園公式ホームページのブログにあるポッドキャスト。通称「秘密の音ブロ」。メインパーソナリティはAZMAX。アシスタントが青山さん。
AZMAXが日々体験したことや、ハマっていることなどを、約10分間で語りつくす番組。毎週水曜日の放送終了後に収録しているため、キクベキなんじゃ6のアーティスト紹介で語れなかったことなどの補充にも使っている。
AZMAXがうんこをもらす話が毎年恒例になっている。
2011年元日に2時間の特別番組をした。

## ミュージックチョイス
音園のあとの番組であるレコメン!やオールナイトニッポンのCMの間の2分間を使い、AZMAXがおすすめの曲を2曲選んで、1週間にわたりその2曲を流している。曲紹介時に「秘密の音園スタッフAZMAX」というフレーズが入っていたが音園終了に伴いAZMAXの担当は終了。3月30日からは末武太が担当している。

## 番組グッズ
- 番組内では「謎の音園グッズ」と呼ばれている。現在は第11弾まであり、第7弾がTシャツ,第9弾がバンダナ、第10弾がエコバッグ（通称10バッグ）,第11弾がお守り（通称 学業御守入れぶん）であることのみが公開されている。なおグッズによっては、色違いや絵柄の違いといったバリエーションがある。また2011年のフードフェスティバルにてお披露目をおこなわれた。
- その他非公認グッズがあり、ペーパーはちまき。ペーパーサイコロ。特製ポストカード（普通、デジタル、コミック）新春すごろくなどがある。
- 葉書き、FAX、eメールを番組に送った人、ネタコーナーで最優秀に選ばれた人、とにかく番組に遊びに行った人の中から抽選で1名にもらえる。
- 2007年（平成19年）10月号の某有名音楽雑誌に、最近登場した番組宣伝用の第6弾がチャットモンチーと写っている写真が流出した。流出原因は、SETSTOCK'07の際にAD（当時）のAZMAXが憧れのチャットモンチーに興奮して誤って渡したためとされている。
- 放送中にうっかり話してしまうことがあり、第4弾のクリアファイルや第8弾のステッカーがばれたことがある。

## 秘密の音園 OFFICIAL BOOK
- 学校トリビア〜あなたの学校のおもしろいムダ知識〜（ISBN 486250020X）

2006年（平成18年）11月14日にザメディアジョンより出版。広島地区と福山地区では出版日以前に、先行発売並びにサイン会が行われた。主な内容は、さまざまな学校から寄せられた「学校トリビア」や、学校での出来事を川柳にした、「スクールオブ一句」の他、メインスタッフの顔写真付きプロフィール。アイ先生（当時は毎週水曜日に出演）のグラビア写真などが収録されている。尚、先着555名に謎の音園グッズ5.5弾が当たる応募券が帯に付いている。

## 備考
- 番組内では青山高治アナウンサーのことを基本的に、「青山のおっさん」略して「青山さん」と呼ぶ。
- 音園リスナーのことを略して「園リス」と呼ばれる。ラジオネームは園ネームと呼ばれている。
- 秘密の音園公式サイトや、音園グッズ第1弾、第5弾等に描かれている音園オリジナルキャラクター（秘密村山園子）は、漫画家のしりあがり寿がデザインしたもの。
- 2005年（平成17年）7月に行われた聴取率共同調査で10代に最も聴かれる番組に選ばれている（JFN系列（HFM）『福山雅治のSUZUKI TALKING FM』と同率）。
- 夜間は電離層の影響で通常聴取エリア以外での聴取が可能になる現象により、他県のリスナーも多い。青山アナによると、新潟、岐阜両県が多いらしく、遠くは北海道の士別市や埼玉県さいたま市、東京都足立区など、全国各地で聴取情報が番組に寄せられている。このため、ローカル番組にもかかわらず、全国ネットの番組とほぼ変わらない状況になっている。また、大学進学などによって広島から他県に引っ越したリスナーにも聴取されている。詳しくは、中国放送聴取可能地域の項を参照。
- 当番組終了後は東京・TBSラジオの『ニュース探究ラジオ Dig』のネットへと転換された。その後『荻上チキ・Session-22』も放送していたが、2015年9月をもってネットを終了し、それまで月曜日のみ放送してきた『RadiPrism』を帯番組化することで当該時間帯の自社制作番組が3年半ぶりに再開された。